# 1731 Smuts
1731 Smuts è un asteroide della fascia principale del diametro medio di circa 54,07 km. Scoperto nel 1948, presenta un'orbita caratterizzata da un semiasse maggiore pari a 3,1710727 UA e da un'eccentricità di 0,1231335, inclinata di 5,93194° rispetto all'eclittica.
L'asteroide è dedicato al feldmaresciallo sudafricano Jan Christiaan Smuts, ai comandi del quale lo scopritore combatté durante entrambe le guerre mondiali.